# Leptomenes hessei
Leptomenes hessei är en stekelart som beskrevs av Giordani Soika. Leptomenes hessei ingår i släktet Leptomenes och familjen Eumenidae. Inga underarter finns listade i Catalogue of Life.